# Hermann Köchly

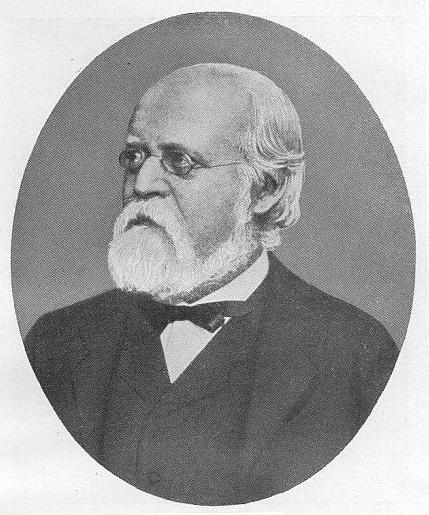
Hermann Köchly.

Hermann August Theodor Köchly, född den 5 augusti 1815 i Dresden, död den 3 december 1876 i Trieste, var en tysk klassisk filolog.
Köchly blev 1840 lärare vid Kreuzskolan i Dresden, uppträdde 1846–1848, som medlem av en undervisningskommitté, mot latinformalismen i gymnasierna och invaldes 1849 i sachsiska Andra kammaren, där han slöt sig till vänstern. Han måste samma år fly till följd av delaktighet i majtilldragelserna och bosatte sig då i Bryssel. Han kallades till professor i Zürich 1850 och i Heidelberg 1864, var 1871–1873 deputerad i tyska riksdagen och tillhörde där "framstegspartiet". Köchly ägde stor vältalighet och förmåga att levande framställa antiken. Hans forskningar rörde sig främst kring de grekiska epikerna och krigsskriftställarna. Han utgav "Quinti Sinyrnsei posthomerica" (1850–1853), Hesiodos (band I, 1870) med flera, inom den homeriska kritiken De Iliadis carminibus disserlationes (1856–1859), Iliadis carmina XVI in usum scholarum restituta (1861), De Odysseae carminibus dixserlationes (1862–1863) samt, i förening med Wilhelm Rüstow, Geschichte des griechischen Kriegswesens (1852), Griechische Kriegsschriftsteller (2 band, 1853–1855, med tysk översättning) och Einleitung in Cäsars Kommentarien über den gallischen Krieg (1857) med mera. Opuscula academica (2 band, 1853–1856), Akademische Vorträge und Reden (1856, 2:a bandet 1882, postumt), Opuscula philologica (1881–1882) med flera vittnar om hans mångsidighet och skarpsinne.